# ギオルギ・ツツキリゼ
ギオルギ・ツツキリゼ（グルジア語: გიორგი ცუცქირიძე、グルジア語ラテン翻字: Giorgi Tsutskiridze、1996年11月26日 - ）は、トップ14スタッド・フランセ・パリに所属するラグビーユニオン選手。

## プロフィール
- ジョージア・トビリシ出身[1]。
- ポジションはフランカー(FL)。
- 身長 188cm、体重 104kg
- U20ジョージア代表に選ばれたことがある[2]。
- ジョージア代表キャップは30（2024年7月現在）でラグビーワールドカップ2023のジョージア代表に選ばれた[3]。

## 略歴
CAブリーヴ、オーリヤックを経て、2022年、スタッド・フランセに加入。 